# 三年寢太郎
《三年寢太郎》是日本的1則民間故事。在3年間持續睡覺，看起來是個很懶惰的男子，據說有天突然起來做了灌溉的大事情。在全國有留下各式各樣的變形故事。

## 故事概要
很久很久以前，在某個為乾旱所苦的村子裡，那裡有一個在三年裡持續在睡覺的男子被稱呼為「寢太郎」。他什麼工作都不做，只是在睡覺，除了要上廁所或吃東西時會稍微起來一下，但沒多久他又回去繼續睡了，這樣的情況讓附近的居民都對寢太郎非常的生氣。但是有一天，寢太郎突然起來了，然後到山頂去搬動巨石，然後那個倒下的巨石就在山谷裡持續的滾動，最後阻止了河川的流動，並讓河川的水引入田地裡，讓這個村子的農作物都有救了。寢太郎在睡覺的這段時間不是只有持續睡三年，而是他有在考慮要如何完成灌溉，並從旱災中救助村子。

## 厚狹的寢太郎
山口縣山陽小野田市厚狹地區，有著與上述的故事類似的流傳故事，只是最後完成灌溉的結論是一樣的，但是其中間發生的經過完全不同。

### 故事概要
村長的兒子太郎，因為不工作而一直持續在睡覺，而被附近的人給揶揄為「寢太郎」。持續睡了三年三月的太郎有一天突然起來，向父親請求給他製作千石船與一艘船的草履。父親因為兒子的願望，並給予太郎製作千石船與草履，在那之後太郎就開船出去。在過了10幾天太郎回來了，船中的草履都變得破破爛爛的。太郎對父親請求準備一個木桶，在太郎從父親那裡得到木桶後他開始來洗這些破破爛爛的草履，然後從骯髒的土中找到砂金。實際上太郎是開船前往佐渡島，免費交換在佐渡金山工作的人們的草履。太郎在把收集起來的砂金的資金用來製作堰，並整頓灌溉水路來開墾稻田，讓村子裡的百姓們都能分享到。

### 寢太郎的名聲
厚狹地區流動的厚狹川，據說實際上就是寢太郎聚集資金而準備所製作的堰，而被稱呼為「寢太郎堰」。寢太郎被作為荒地開墾的本地英雄，現在依然被讚頌，在JR厚狹站前有建立寢太郎的銅像，在本地每年4月29日還舉行「寢太郎祭」。

### 寢太郎的原形
被認為是以大內氏家臣平賀清恆為原形。在父親平賀玄信被武田晴信打敗之後，在姊姊出嫁前做為冷泉隆豐所信賴的周防大內氏仕官，在大寧寺之變逃到厚狹並開始進行農作物耕作，並被供水不足的困苦農民的聲音給打動了。

## 相關項目
- 齊威王，中國的戰國時代齊王，有9年的無所事事的時代，以這為典故而產生了「一鳴驚人」的故事成語。
- 楚莊王，中國的戰國時代楚王，有3年的無所事事的時代，以這為典故而產生了「一鳴驚人」的故事成語。

## 外部連結
- （日語）日本昔話 三年寢太郎